# Грязные прелести
«Грязные прелести» (англ. Dirty Pretty Things) — британский полнометражный художественный кинофильм режиссёра Стивена Фрирза по сценарию Стивена Найта.

## Сюжет
Фильм повествует о жизни иммигрантов в Лондоне. Главный герой, Окве, приехал из Африки. Он был вынужден бежать из родной страны из-за ложного обвинения в убийстве своей жены. Он врач по образованию. Ему приходится скрывать своё имя. Днём он работает таксистом, а ночью на ресепшене в отеле.
Проститутка, известная как Джульетта, сообщает Окве о засоре унитаза в номере 510. Причиной засора стало человеческое сердце. Управляющий отеля Хуан проводит в отеле незаконную операцию, при которой иммигранты меняют почки на поддельные паспорта. Узнав о том, что Окве в прошлом был врачом, Хуан заставляет его участвовать в ходе операции в качестве хирурга, но Окве отказывается.
Сенай — мусульманка турецкого происхождения, ищущая убежища, которая работает в отеле уборщицей. Её иммиграционный статус позволяет ей оставаться в Великобритании, при условии, что она не работает. Она позволяет Окве спать на её диване, когда её нет дома, поскольку она принадлежит к консервативной культуре, в которой мужчины и женщины, не состоящие в браке друг с другом, не могут спать под одной крышей.
В отчаянии Сенай так же соглашается обменять почку на паспорт. В качестве «посредника» Хуан лишает её девственности. Узнав о плане Сенай, Окве говорит Хуану, что он проведёт операцию, но только в том случае, если Хуан предоставит им обоим паспорта на разные имена. После того, как Хуан достаёт им паспорта, Окве и Сенай накачивают его наркотиками, хирургическим путём вырезают почку и продают её клиенту Хуана.
Окве планирует вернуться к своей маленькой дочери в Нигерию, а Сенай планирует начать новую жизнь в Нью-Йорке. Прежде чем они расстаются в аэропорту Станстеда, она даёт ему адрес своей кузины в Нью-Йорке. Они произносят слова «Я люблю тебя» друг другу. Сенай садится в свой самолёт, и Окве звонит по междугороднему телефону своей дочери, чтобы сказать ей, что наконец-то возвращается домой.

## В ролях
- Чиветел Эджиофор — Окве
- Одри Тоту — Сенай Гелик
- Сержи Лопес — Снеке
- Софи Оконедо — Джульетта
- Бенедикт Вонг
- Златко Бурич
- Нома Думезвени — Селия

## Приём
Фильм получил положительные отзывы. Рейтинг фильма на Metacritic составляет 78/100 на основе 35 отзывов, что говорит о «в основном положительных отзывах». На сайте-агрегаторе рецензий Rotten Tomatoes у фильма 94 % положительных отзывов, а средний рейтинг — 7,83 / 10. По мнению критиков, это «яркий и детальный фильм об эксплуатации нелегальных иммигрантов». The New Yorker назвал фильм «жутким социальным триллером, который больше рассказывает о жизни иммигрантов в Лондоне, чем самый скрупулезный и серьезный документальный фильм». Это мнение разделяют авторы Sociology: An Introductory Textbook and Reader, которые называют фильм «не документальным, а социальным триллером, в котором сочетаются аспекты всемирных городских легенд о похищении детей с целью получения органов и проститутках, одурманивающих ничего не подозревающих людей, которые просыпаются в ванне отеля без почек».
Фильм был номинирован на премию «Оскар» за лучший оригинальный сценарий и в 2003 году получили премию британского независимого кино за лучший независимый британский фильм. За роль Окве Чиветел Эджиофор в 2003 году получил премию британского независимого кино за лучшую мужскую роль.